# Diocesi di Duitama-Sogamoso
La diocesi di Duitama-Sogamoso (in latino: Dioecesis Duitamensis-Sogamosensis) è una sede della Chiesa cattolica in Colombia suffraganea dell'arcidiocesi di Tunja. Nel 2021 contava 333.881 battezzati su 381.187 abitanti. È retta dal vescovo Edgar Aristizábal Quintero.

## Territorio
La diocesi comprende 26 comuni del dipartimento colombiano di Boyacá: Duitama, Tibasosa, Sogamoso, Monguí, Mongua, Labranzagrande, Santa Rosa de Viterbo, Floresta, Busbanzá, Nobsa, Tópaga, Corrales, Gámeza, Cerinza, Beteitiva, Tasco, Socha, Belén, Paz de Río, Sativasur, Tutazá, Sativanorte, Jericó, Socotá, Pisba e Paya (eccetto il distretto di Morcote, che appartiene alla diocesi di Yopal).
Sede vescovile è la città di Duitama, dove si trova la cattedrale di San Lorenzo. A Sogamoso si trova la concattedrale di San Martino. A Monguí sorge la basilica minore di Nostra Signora (Nuestra Señora de Monguí).
Il territorio si estende su una superficie di 4.928 km² ed è suddiviso in 63 parrocchie, raggruppate in 8 vicariati: San Pablo Apóstol, San Juan Maria Vianney, Santiago el Menor, Nuestra Señora de Monguí, Nuestra Señora de Tutaza, San Juan Pablo II, San Francisco de Asís, San Francisco Javier.

## Storia
La diocesi di Duitama fu eretta il 7 marzo 1955 con la bolla Idem ardens di papa Pio XII, ricavandone il territorio dalla diocesi di Tunja (oggi arcidiocesi). Originariamente era suffraganea dell'arcidiocesi di Bogotà.
Il 6 agosto 1955, con la lettera apostolica Deus miserentissimus, lo stesso papa Pio XII proclamò la Beata Maria Vergine, venerata con il titolo di Nostra Signora di Monguì, patrona principale della diocesi, e San Giuseppe patrono secondario.
Il 20 giugno 1964 entrò a far parte della provincia ecclesiastica di Tunja.
Il 24 novembre 1971, in forza del decreto Cum urbs della Congregazione per i vescovi, la chiesa di San Martino di Sogamoso fu elevata al rango di concattedrale della diocesi.
Il 9 luglio 1987 cedette una porzione del suo territorio a vantaggio dell'erezione della diocesi di Málaga-Soatá.
Il 4 giugno 1994, in virtù del decreto Cum Congregatio della Congregazione per i vescovi, ha assunto il nome attuale.
Il 6 febbraio 1996 fu inaugurato il seminario maggiore Salvador Mundi, che tuttavia rimase aperto un solo anno; il 6 febbraio 2006 è stato eretto con decreto vescovile un nuovo seminario diocesano.
Il 29 ottobre 1999 ha ceduto una porzione del suo territorio a vantaggio dell'erezione della diocesi di Yopal.

## Cronotassi dei vescovi
Si omettono i periodi di sede vacante non superiori ai 2 anni o non storicamente accertati.
- José Joaquín Flórez Hernández † (7 marzo 1955 - 17 marzo 1964 nominato vescovo di Ibagué)
- Julio Franco Arango † (4 giugno 1964 - 16 settembre 1980 deceduto)
- Jesús María Coronado Caro, S.D.B. † (30 luglio 1981 - 21 giugno 1994 ritirato)
- Carlos Prada Sanmiguel † (21 giugno 1994 - 15 ottobre 2012 dimesso)
  - Sede vacante (2012-2015)[2]
- Misael Vacca Ramírez (18 aprile 2015 - 31 dicembre 2022 nominato arcivescovo di Villavicencio)
- Edgar Aristizábal Quintero, dal 24 maggio 2024

## Statistiche
La diocesi nel 2021 su una popolazione di 381.187 persone contava 333.881 battezzati, corrispondenti all'87,6% del totale.
| anno | popolazione | popolazione | popolazione | presbiteri | presbiteri | presbiteri | presbiteri                | diaconi | religiosi | religiosi | parrocchie |
| anno | battezzati  | totale      | %           | numero     | secolari   | regolari   | battezzati per presbitero | diaconi | uomini    | donne     | parrocchie |
| ---- | ----------- | ----------- | ----------- | ---------- | ---------- | ---------- | ------------------------- | ------- | --------- | --------- | ---------- |
| 1966 | 349.000     | 351.961     | 99,2        | 94         | 82         | 12         | 3.712                     |         | 66        | 272       | 43         |
| 1970 | 398.000     | 400.000     | 99,5        | 89         | 81         | 8          | 4.471                     |         | 11        | 201       | 45         |
| 1976 | 448.000     | 455.500     | 98,4        | 90         | 82         | 8          | 4.977                     |         | 11        | 220       | 51         |
| 1980 | 476.000     | 490.000     | 97,1        | 82         | 76         | 6          | 5.804                     |         | 7         | 219       | 52         |
| 1990 | 331.000     | 343.000     | 96,5        | 78         | 75         | 3          | 4.243                     |         | 5         | 127       | 46         |
| 1999 | 260.000     | 280.000     | 92,9        | 100        | 96         | 4          | 2.600                     |         | 12        | 87        | 55         |
| 2000 | 259.000     | 278.000     | 93,2        | 110        | 104        | 6          | 2.354                     |         | 12        | 102       | 58         |
| 2001 | 270.000     | 289.000     | 93,4        | 125        | 119        | 6          | 2.160                     |         | 17        | 119       | 58         |
| 2002 | 260.000     | 265.000     | 98,1        | 113        | 106        | 7          | 2.300                     |         | 15        | 144       | 58         |
| 2003 | 261.000     | 270.000     | 96,7        | 108        | 104        | 4          | 2.416                     |         | 8         | 138       | 59         |
| 2004 | 310.000     | 349.000     | 88,8        | 112        | 106        | 6          | 2.767                     |         | 10        | 137       | 60         |
| 2006 | 375.000     | 394.000     | 95,2        | 114        | 108        | 6          | 3.289                     |         | 10        | 130       | 62         |
| 2013 | 418.000     | 432.000     | 96,8        | 131        | 126        | 5          | 3.190                     | 14      | 8         | 121       | 64         |
| 2016 | 312.286     | 353.811     | 88,3        | 118        | 113        | 5          | 2.646                     | 12      | 8         | 86        | 64         |
| 2019 | 301.046     | 351.196     | 85,7        | 137        | 135        | 2          | 2.197                     | 11      | 7         | 95        | 64         |
| 2021 | 333.881     | 381.187     | 87,6        | 145        | 142        | 3          | 2.302                     | 11      | 7         | 77        | 63         |

## Galleria d'immagini

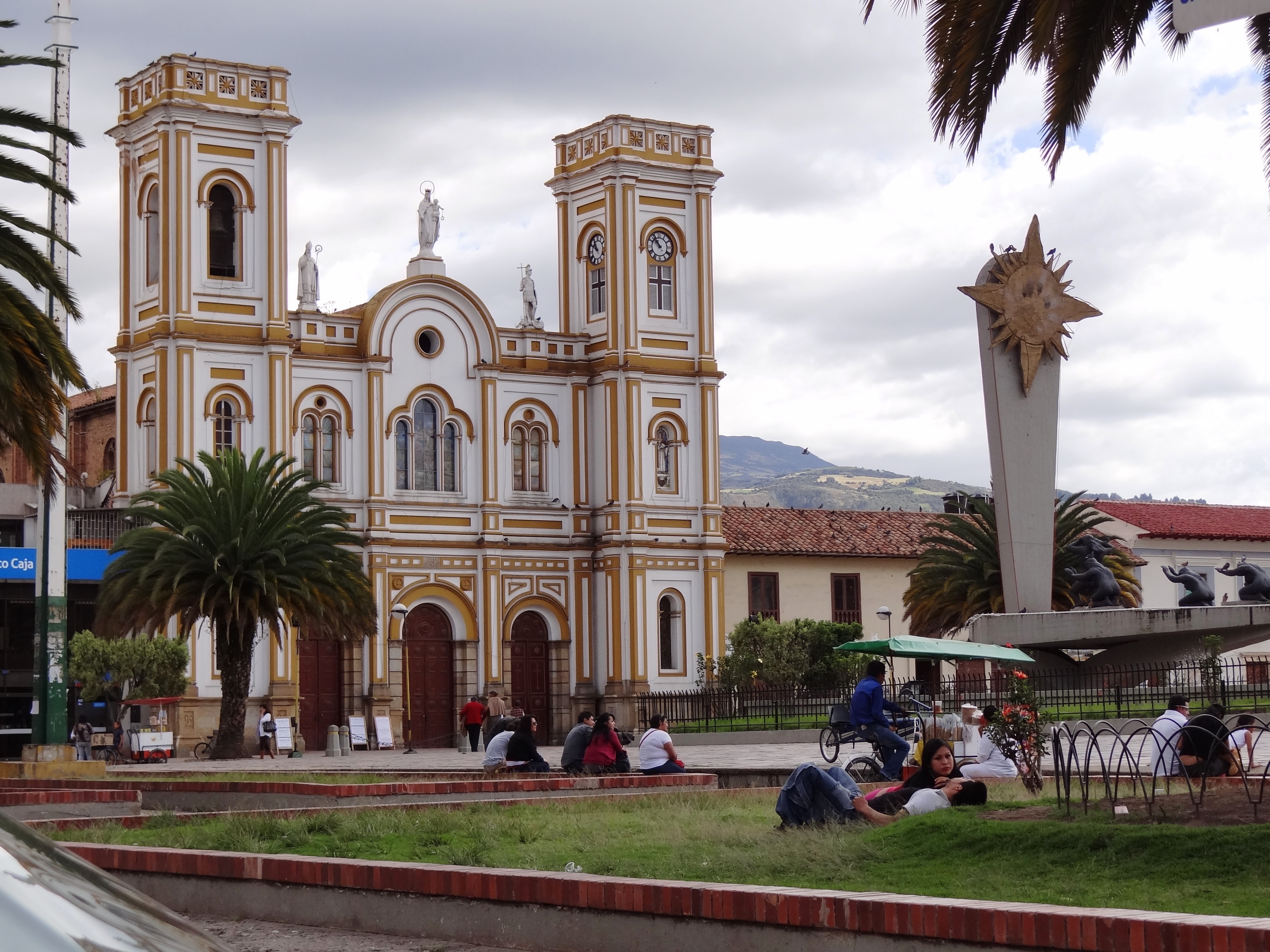
La concattedrale di San Martino di Sogamoso.
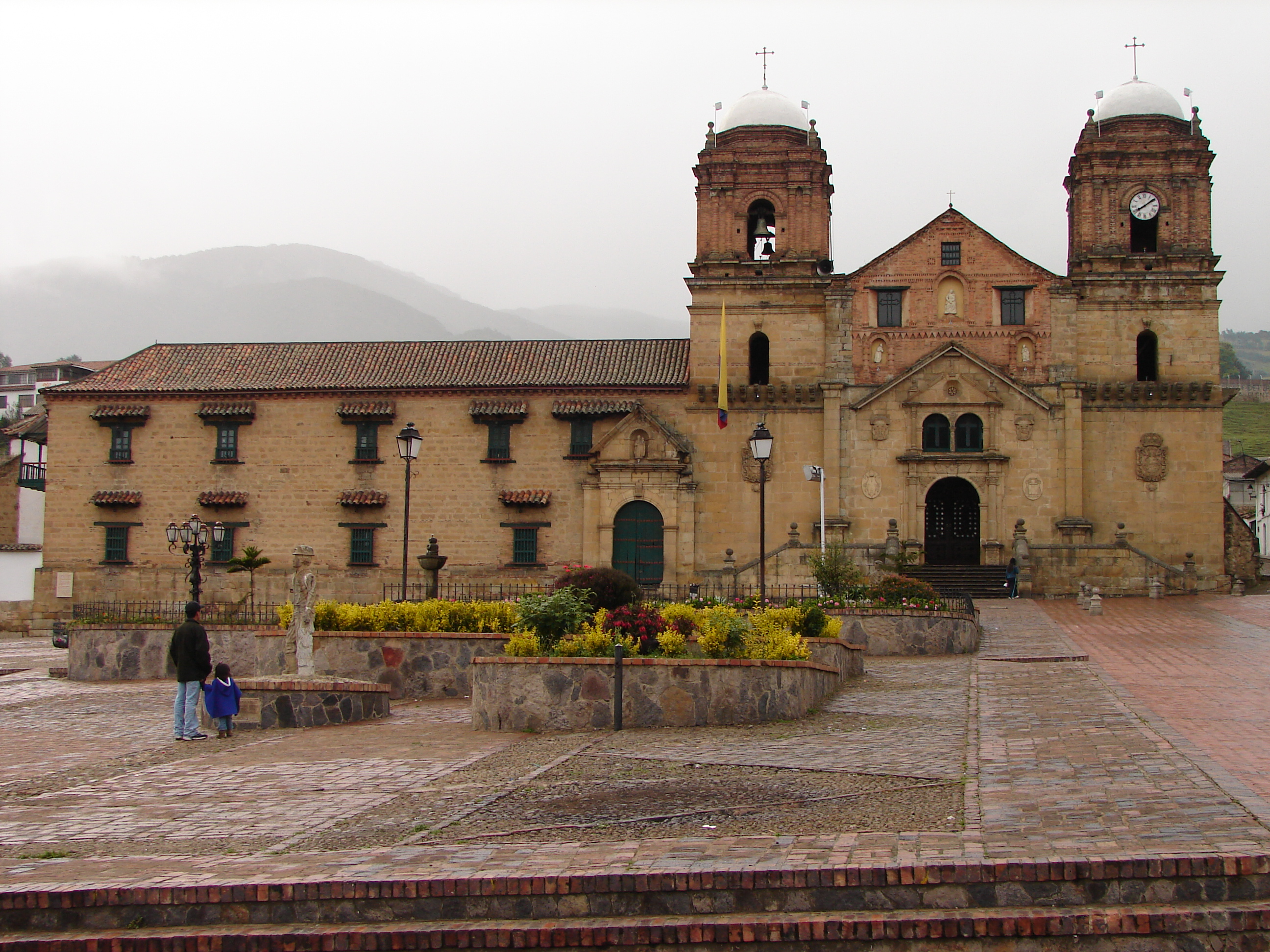
La basilica minore e il convento di Nostra Signora di Monguí.